# المرصد المغربي للسياسات العمومية
المرصد المغربي للسياسات العمومية هو مركز أبحاث و دراسات مغربي يقع مقره بمدينة الدار البيضاء في المغرب.
يتخصص هذا المرصد في تتبع و تقييم السياسات العامة، وخصوصا الاقتصادية منها. تأسس هذا المرصد في مارس 2013 وقام منذ ذلك الحين بإصدار عدد كبير من التقارير التي ترصد وتقيم وتحلل السياسات القطاعية. ويبقى أهم عمل للمرصد هو إصداره أول منهجية علمية لرصد السياسات العمومية بالمغرب

## لمحة كرونولوجية عن المرصد
- 2014: إصدار أول تقرير عن تقييم نصف حصيلة الحكومة المغربية.[3]
- 2014: إصدار بحث حول السياسات العمومية بالمغرب من تحرير رئيس المرصد رضا الهمادي.[4]
- 2014:إصدار بحث حول هفوات صياغة وإعادة صياغة السياسات العمومية من طرف رئيس اللجنة العلمية للمرصد عبد الهادي بوصاص.[5]
- 2014:إصدار تقرير يتضمن قراءة تحليلية لمشروع قانون مالية 2015.[6][7]
- 2014: إصدار بحث عن السياسات المالية للدولة المغربية من طرف رئيس اللجنة العلمية للمرصد عبد الهادي بوصاص
- 2014: إصدار التقرير نصف السنوي الأول لرصد السياسات العمومية القطاعية و تنظيم مؤتمر أكاديمي بالدار البيضاء لتقديم و مناقشة التقرير.
- 2015: تقديم أول منهجية علمية لرصد السياسات العمومية بالمغرب من طرف المرصد المغربي للسياسات العمومية.[8]
- 2015: تنطيم ندوة أكاديمية لتقييم الانتخابات المحلية و الجهوية بالمغرب و مناقشة و تحليل التحالفات السياسية
- 2015: إصدار القراءة التحليلية لمشروع قانون مالية 2016 و تنظيم ندوة أكاديمية وطنية لتقديم و مناقشة التقرير.[9]
- 2015: إصدار بحث بعنوان النظرة الماركسية لقانون مالية 2016 من طرف رئيس اللجنة العلمية للمرصد عبد الهادي بوصاص
- 2016: إصدار بحث يقيم تجربة الأحزاب الإسلامية بعد صعودها للحكم بالعالم العربي من طرف رئيس المرصد المغربي للسياسات العمومية رضا الهمادي
- 2016: إصدار بحث لتقييم و رصد التطورات الأخيرة لملف الصحراء المغربية من طرف رئيس المرصد المغربي للسياسات العمومية رضا الهمادي [10]